# Англо-итальянский кубок
Англо-итальянский кубок, также известный под названием Англо-итальянский Турнир — бывший футбольный турнир, в котором участвовали клубы из Англии и Италии.

## История
Англо-итальянский кубок проводился с 1969 года, когда «Суиндон Таун» победил в Кубке футбольной лиги, но не смог участвовать в Кубке Ярмарок, так как играл в Третьем английском дивизионе. Розыгрыш кубка был впервые прекращен в 1973 году, но уже в 1975 году соревнование с таким же названием было возобновлено, но уже для полупрофессиональных команд. Последний розыгрыш Англо-итальянского кубка для полупрофессионалов состоялся в 1987 году. В 1992 году кубок был возобновлен между профессиональными клубами вторых дивизионов Англии и Италии. Но спустя четыре сезона, в 1996 году, розыгрыш кубка был окончательно завершён из-за полного безразличия команд к данному турниру и увеличения количества хулиганских действий между фанатами.

## Регламент
Первоначально обе страны (Англия и Италия) выставляли по шесть команд, которые не были заиграны в евротурнирах. Они образовывали три группы, по две команды от каждой страны. Матчи в группе проводились в два круга, но команды из одной страны друг с другом не играли. По окончании групповых соревнований составлялся рейтинг команд для каждой страны по сумме набранных очков и забитых голов. Лидеры данного рейтинга встречались между собой в финальном матче.
В 1973 году регламент турнира изменился. Обе страны выставляли по 8 команд, которые делились на две группы по 4 команды от каждой страны. В группе каждая команда играла со всеми командами из другой страны по одному матчу. По итогам четырёх матчей составлялись две турнирные таблицы по количеству набранных очков для каждой группы каждой страны — английский и итальянский рейтинги. Победители каждого рейтинга выходили в полуфиналы, где играли с победителем рейтинга другой группы своей страны — английский и итальянский полуфиналы. Таким образом, в финал выходили итальянская и английская команда. Но и этот регламент был у турнира всего на один розыгрыш.
Начиная с 1976 года Англия и Италия снова стали заявлять в турнир по 6 клубов. Команды делились на три группы по два клуба в каждой группе от страны. Каждый клуб играл четыре игры с командами другой страны, две дома и две в гостях. По итогам этих четырёх игр составлялся рейтинг команд по набранным очкам для каждой страны из всех групп. Победители групп играли между собой в финале.

## Финалы
| Сезон                             | Победитель      | Счёт         | Финалист       |
| --------------------------------- | --------------- | ------------ | -------------- |
| Профессиональные соревнования     |                 |              |                |
| 1970                              | Суиндон Таун    | 3:0          | Наполи         |
| 1971                              | Блэкпул         | 2:1          | Болонья        |
| 1972                              | Рома            | 3:1          | Блэкпул        |
| 1973                              | Ньюкасл Юнайтед | 2:1          | Фиорентина     |
| Полупрофессиональные соревнования |                 |              |                |
| 1976                              | Монца           | 1:0          | Уимблдон       |
| 1977                              | Лекко           | 3:0          | Бат Сити       |
| 1978                              | Удинезе         | 5:0          | Бат Сити       |
| 1979                              | Саттон Юнайтед  | 2:1          | Кьети          |
| 1980                              | Триестина       | 0:0 (п. 5:4) | Саттон Юнайтед |
| 1981                              | Модена          | 4:1          | Пул Таун       |
| 1982                              | Модена          | 1:0          | Саттон Юнайтед |
| 1983                              | Козенца         | 2:0          | Падова         |
| 1984                              | Франкавилла     | 2:0          | Терамо         |
| 1985                              | Понтедера       | 2:1          | Ливорно        |
| 1986                              | Пьяченца        | 5:1          | Понтедера      |
| Профессиональные соревнования     |                 |              |                |
| 1992/93                           | Кремонезе       | 3:1          | Дерби Каунти   |
| 1993/94                           | Брешиа          | 3:1          | Ноттс Каунти   |
| 1994/95                           | Ноттс Каунти    | 2:1          | Асколи         |
| 1995/96                           | Дженоа          | 5:2          | Порт Вейл      |